# Hildegard Reinhardt
Hildegard Reinhardt (* 14. Dezember 1942 in Hagen) ist eine deutsche Übersetzerin und Kunsthistorikerin.

## Leben
Sie war 1969–2006 nach dem Abschluss ihres Studiums als Diplom-Übersetzerin an der Universität Mainz im Presse- und Informationsamt der Bundesrepublik Deutschland tätig. Das Studium der Kunstgeschichte und Romanistik an der Universität Bonn schloss sie 1974 mit dem Magister Artium ab. Sie promovierte 1987 mit der Dissertation Gustav Wunderwald (1882–1945) – Untersuchungen zum bildkünstlerischen Gesamtwerk.
Neben freiberuflicher Kuratorentätigkeit schreibt sie Beiträge für  Ausstellungskataloge und Fach- sowie populärwissenschaftlichen Publikationen, vor allem  über bildende Künstlerinnen des Expressionismus und der Neuen Sachlichkeit (u. a. Lea Grundig, Sella Hasse, Marta Hegemann, Grethe Jürgens, Kaiserin Friedrich (Vicky), Elfriede Lohse-Wächtler, Marie von Malachowski-Nauen, Jeanne Mammen, Olga Oppenheimer, Gerta Overbeck, Henriette Schmidt-Bonn, Fifi Kreutzer, Elisabeth Epstein, Elisabeth Erdmann-Macke und die Tänzerin Tatjana Barbakoff).
Dr. Hildegard Reinhardt lebt in Bonn.

## Publikationen (Auswahl)
- mit Margarethe Jochimsen (Hrsg.): Elisabeth Erdmann-Macke, Tagebücher Mai 1905 bis März 1948. Mit 100 Abbildungen und CD. Kerber Verlag, Bielefeld/Berlin 2021, ISBN 978-3-7356-0664-8.
- Begegnungen. Herausgegeben und mit biografischen Überblicken kommentiert von Margarethe Jochimsen und Hildegard Reinhardt. Kerber Verlag, Bielefeld 2009, ISBN 978-3-86678-292-1.
- „… das oft aufsteigende Gefühl des Verlassenseins“. Arbeiten der Malerin Elfriede Lohse-Wächtler in den Psychiatrien Hamburg-Friedrichsberg (1929) und Arnsdorf (1932–1940). Hrsg. von der Stiftung Sächsische Gedenkstätten zur Erinnerung an die Opfer politischer Gewaltherrschaft. Mit einem Beitrag von Hildegard Reinhardt und einem Vorwort von Norbert Haase. Verlag der Kunst, Dresden 2000, ISBN 90-5705-152-4 oder Philo & Philo, ISBN 3-86572-477-9.
- „… fort muß, nur fort!“ – Elfriede Lohse-Wächtler 1899–1940. In: Bernd Küster (Hrsg.): Malerinnen des XX. Jahrhunderts. Donat, Bremen 1995, ISBN 3-924444-95-1.
- Jeanne Mammen. Symbolistisches Frühwerk 1908–1914. In: Les Tribulations de l’Artiste. Berlin 2002.
- „Die Lieder der Bilitis“. In: Jeanne Mammen. Köpfe und Szenen. Berlin 1920 bis 1933. Emden, Leverkusen, Hannover, Saarbrücken, Gelsenkirchen 1991/1992 (Auss.Kat.).
- Jeanne Mammen und die „kunstseidenen Mädchen“. In: Die Kunst, H. 9, München 1982.
- Jeanne Mammen (1890–1976) – Gesellschaftsszenen und Porträtstudien der zwanziger Jahre. In: Niederdeutsche Beiträge zur Kunstgeschichte, Bd. 21. Berlin 1982.
- „Die goldenen Zwanziger“ – Jeanne Mammen 1890 bis 1976. In: artis, H. 2, 32. Jg., Konstanz 1980.
- Gustav Wunderwald. Leben und malerisches Werk. In: Gustav Wunderwald. Der Maler und die Bühne. 1882–1945. Ausstellungskatalog der Theaterwissenschaftlichen Sammlung Universität zu Köln. Köln 1995.
- Gustav Wunderwald (1882–1945). Untersuchung zum bildkünstlerischen Gesamtwerk. Olms Verlag, Hildesheim/Zürich/New York 1988, ISBN 3-487-09079-1.
- Gustav Wunderwald (1882–1945). Porträtist des Berlin der zwanziger Jahre. In: Die Kunst, H. 9, München 1985.
- Gustav Wunderwald und Wilhelm Schmidtbonn. Dokumente einer Freundschaft 1908–1929. Bonn 1980 (Veröffentlichungen des Stadtarchivs Bonn).
- Die Abstraktion ist kein Anfang, sondern ein mögliches Ziel. In: Ab nach München. Künstlerinnen um 1900. München 2014 (Auss. Kat. des Stadtmuseums Museum).
- Tatjana Barbakoff. Tänzerin und Muse. In: Weltkunst, Februar 2003.
- Die Neue Frau gegen den Strich gebürstet. In: Die Neue Frau? Malerinnen und Grafikerinnen der Neuen Sachlichkeit. Bietigheim-Bissingen 2015 (Auss. Kat. Städt. Galerie Bietigheim-Bissingen).
- Gerta Overbeck (1898-1977). In: Britta Jürgs (Hrsg.). Leider hab ich's Fliegen ganz verlernt. Portraits von Künstlerinnen und Schriftstellerinnen der Neuen Sachlichkeit. Berlin 2000.
- Grethe Jürgens und Gerta Overbeck. Bilder der zwanziger Jahre. Bonner Kunstverein, 1982.
- Gerta Overbeck – Späte Anerkennung. In: Artis, Heft 7, 32. Jg., Juli 1980, S. 18–19.
- Gerta Overbeck 1898-1977. Eine westfälische Malerin der Neuen Sachlichkeit in Hannover. In: Niederdeutsche Beiträge zur Kunstgeschichte. München/Berlin 1979, Bd. 18, S. 225–248.
- Hildegard Reinhardt u. a.: Marie von Malachowski-Nauen. Eine Rheinische Expressionistin. August-Macke-Haus, Bonn 1998, ISBN 3-929607-26-3.
- Marie von Malachowski-Nauen. „...sehr beschäftigt, schöne Bilder zu schaffen.“ In: Magdalena M. Moeller (Hrsg.). August Macke und die Rheinischen Expressionisten. Werke aus dem Kunstmuseum Bonn und anderen Sammlungen. München 2002.